# Järnvägsanhalt
Järnvägsanhalt (även Anhalt / Anhaltstation) är en station eller hållplats vid järnväg där kortare uppehåll görs. Beteckningen har använts särskilt om just hållplats vid järnväg och dylikt, vilken är avsedd för passagerares av- och påstigning men, i allmänhet, inte för in- och urlastning av gods.
Termen anhalt har många belägg, till exempel i Teknisk tidskrift år 1889 där man anger betydelsen till ställe, där ett kort uppehåll göres: Vår första anhaltsplats (under sjöresan) var staden Naupaktos. Därmed förekommer termen även vid till exempel sjöfart.
Termen anhalts-plattform förekommer i Teknisk tidskrift år 1883 där man anger som exempel Jernvägen från Lund till Trelleborg, hvilken vid hospitalet har en anhaltsplatform.